# Corticarina fulvipes
Corticarina fulvipes är en skalbaggsart som först beskrevs av Comolli 1837.  Corticarina fulvipes ingår i släktet Corticarina, och familjen mögelbaggar. Arten förekommer tillfälligt i Sverige, men reproducerar sig inte.